# 903 idclub拉闊音樂會2000
拉闊音樂會是商業電台叱咤903自1998年開始舉辦的流行音樂會系列，每年舉辦數場，邀請不同歌手擔演。「拉闊」二字取自英文單詞live的粵語諧音。2000年拉闊音樂會第一場邀得張國榮主演，於2000年3月2日在香港會議展覽中心舉行。

## 簡介
這場音樂會反應熱烈，全場爆滿。由於音樂會門票是利用信用卡積分換領，因此網上出現了炒飛情況。有報導指出，有兩張黃牛飛分別在網上以幾萬元港幣（一張）給日本歌迷認購。

## 演唱歌曲
1. H2O／少女心事／第一次／不羈的風
2. 愛慕
3. 為妳鍾情
4. 側面／熱辣辣
5. 無需要太多
6. 夠了／拒絕再玩
7. Stand Up／Twist And Shout
8. 紅顏白髮／最愛
9. 這些年來
10. 偷情
11. Everybody
12. 至少還有你
13. 談情說愛
14. 追
15. 夢死醉生
16. Country Roads／春夏秋冬
17. I Honestly Love You
18. 路過蜻蜓
19. 枕頭
20. 陪你倒數
21. 心跳呼吸正常
22. 路過蜻蜓／左右手